# Institut d'études géologiques des États-Unis
United States Geological Survey
L'Institut d'études géologiques des États-Unis (en anglais : United States Geological Survey, USGS) est un organisme gouvernemental américain qui se consacre aux sciences de la Terre. Il est notamment chargé de la surveillance de l'activité sismique sur son territoire et à travers le monde. Il a pour statut celui de bureau au sein du département de l'Intérieur des États-Unis.

## Fonctionnement
L'USGS est une agence gouvernementale américaine rattachée au département de l'Intérieur des États-Unis et dont le siège se trouve à Reston, en Virginie. Il emploie environ 10 000 personnes réparties sur quatre cents sites aux États-Unis. Il gère notamment dix-sept laboratoires de recherche biologique à travers les États-Unis.
Les activités de l'USGS sont divisées en cinq domaines, chacun étant dirigé par un directeur associé : biologie, géographie, géologie, eau et informations géospatiales.
Les activités de l'USGS (sauf pour ce qui relèverait de la Défense nationale) sont programmées et contrôlées sous l'égide du Comité des sciences, de l'espace et des technologies de la Chambre des représentants des États-Unis.

## Rôle

### Cartographie
L'USGS est la première agence civile de cartographie aux États-Unis, connue notamment pour ses cartes topographiques à l'échelle 1:24 000. Le récent programme, nommé « National Map » (« carte nationale »), est une tentative de numériser les cartes topographiques de l'ensemble des États-Unis. Par ailleurs, il dispose d'un important programme commercial qui vise à revendre ses produits pour en faciliter l'accès au public. De nombreux sites commerciaux ont ainsi utilisé les données de l'USGS pour fournir leurs propres services de cartographie sur internet.
Depuis 1962, l'USGS est également impliqué dans le programme d'exploration et de cartographie de la Lune et d'autres planètes.

### Séismes induits et gaz de schiste
L'augmentation préoccupante des séismes induits par l'exploitation du gaz de schiste a poussé l'US Geological Survey à intégrer, depuis 2014, la probabilité de ces séismes dans son National Seismic Hazard Model annuel, utilisé comme document principal pour la construction des infrastructures de transport et pour la conception des plans d'urgence en cas de catastrophe.

## Histoire
Demandé dans un rapport de l'Académie nationale des sciences, l'USGS est créée par une décision du Congrès des États-Unis le 3 mars 1879. Il est chargé de classifier les terres et d'examiner leur structure géologique, leurs ressources minérales et les produits du domaine public. Cette tâche provient du besoin d'inventaire ressenti par l'achat de la Louisiane en 1803, qui a ajouté de vastes étendues au territoire des États-Unis.
Clarence King, le premier directeur de l'USGS, a créé cette nouvelle organisation à partir d'agences régionales de recherche disparates. Après peu de temps, John Wesley Powell succéda à King en tant que directeur.
En 2020, le mandat du président Trump et ses prises de positions ouvertement climatosceptiques ont provoqué une baisse des effectifs de scientifiques de l'institut à hauteur de 8% par rapport à 2016. Ceux-ci étant passés de 3 434 à 3 151 en l'espace de 4 ans.

## Liste des directeurs
- 1879-1881 : Clarence King
- 1881-1894 : John Wesley Powell
- 1894-1907 : Charles Doolittle Walcott
- 1907-1930 : George Otis Smith (en)
- 1930-1943 : Walter Curran Mendenhall (en)
- 1943-1956 : William Embry Wrather (en)
- 1956-1965 : Thomas Brennan Nolan (en)
- 1965-1971 : William Thomas Pecora (en)
- 1971-1978 : Vincent Ellis McKelvey (en)
- 1978-1981 : Henry William Menard (en)
- 1981-1993 : Dallas Lynn Peck (en)
- 1994-1997 : Gordon P. Eaton (en)
- 1998-2005 : Charles G. Groat (en)
- 2006-2009 : Mark Myers (en)
- 2009-2013 : Marcia McNutt
- 2014-2017 : Suzette Kimball (en)
- 2018-2021 : James F. Reilly
- depuis 2021 : Dave Applegate (intérim)